# Кремене
Кремене е село в Южна България. То се намира в община Смолян, област Смолян.

## География
Село Кремене се намира в Средните Родопи. Разположено е в тясна котловина на десетина километра западно от с. Турян.

## История
Кремене води началото си от колибарски махали от 18 в. Носи името си от кремъчните скали край селото. Старото му име е Чакмак кая.
Според местно предание там е имало голямо поселище от 400 – 500 къщи, но неизвестно кога е разрушено и разселено. Остават само малки махали, част от които също се разселват по време на помохамеданчването. Предполага се, че първите заселници на днешното Кремене започват да прииждат в края на 16 в. Те са от Златоградско, Пазарджишко, съседното село Пещера и др. В края на 18 в. селото брои 14 къщи (8 християнски и 6 мохамедански).
Черквата в селото е от средата на XIX век и е наречена „Света Троица“ . През 1895 година е получен султански ферман с разрешение за строежа на храма. Събирането на средства за строежа продължава 12 години преди издаването на фермана. Храмът е изографисан от майстори от Смолян и Неврокопско. Храмовият празник се отбелязва на празника Свети Дух. Днес селото е част от Смолянска духовна околия към Пловдивска епархия на Българската православна църква.
През 1890 г. започва работа първото училище в селото, а през 1896 г. е построена църквата „Света Троица“.
Електрифицирано през 1957 г.